# Zig Zag (The Hooters)
Zig Zag è il quarto album in studio del gruppo musicale statunitense The Hooters, pubblicato nel 1989.

## Tracce
1. Brother, Don't You Walk Away – 4:28 (Rob Hyman, Eric Bazilian, Rick Chertoff)
2. Deliver Me – 4:06 (Hyman, Bazilian)
3. 500 Miles – 4:25 (Hedy West, Hyman, Bazilian, Chertoff)
4. You Never Know Who Your Friends Are – 4:04 (Hyman, Bazilian, Chertoff)
5. Heaven Laughs – 4:19 (Hyman, Bazilian, Chertoff)
6. Don't Knock It 'Til You Try It – 4:17 (Hyman, Bazilian)
7. Give The Music Back – 5:15 (Hyman, Bazilian)
8. Always A Place – 4:03 (Hyman, Bazilian)
9. Mr. Big Baboon – 3:54 (Hyman, Bazilian, Chertoff)
10. Beat Up Guitar – 4:09 (Hyman, Bazilian)

## Formazione
- Eric Bazilian – voce, chitarra, altri
- Rob Hyman – voce, tastiera
- John Lilley – chitarra
- Fran Smith Jr. – basso, voce
- David Uosikkinen – batteria
- Peter, Paul and Mary – cori in "500 Miles"
- Joel Dubay – cori in "Don't Knock It 'Til You Try It"
- Todd Haug – cori in "Don't Knock It 'Til You Try It"
- Rick Chertoff – tromba in "Don't Knock It 'Til You Try It"